# Gewöhnlicher Klettenkerbel
Der Gewöhnliche Klettenkerbel (Torilis japonica, Synonym: Torilis anthriscus) ist eine Pflanzenart aus der Gattung Klettenkerbel (Torilis) innerhalb der Familie der Doldenblütler (Apiaceae).

## Beschreibung

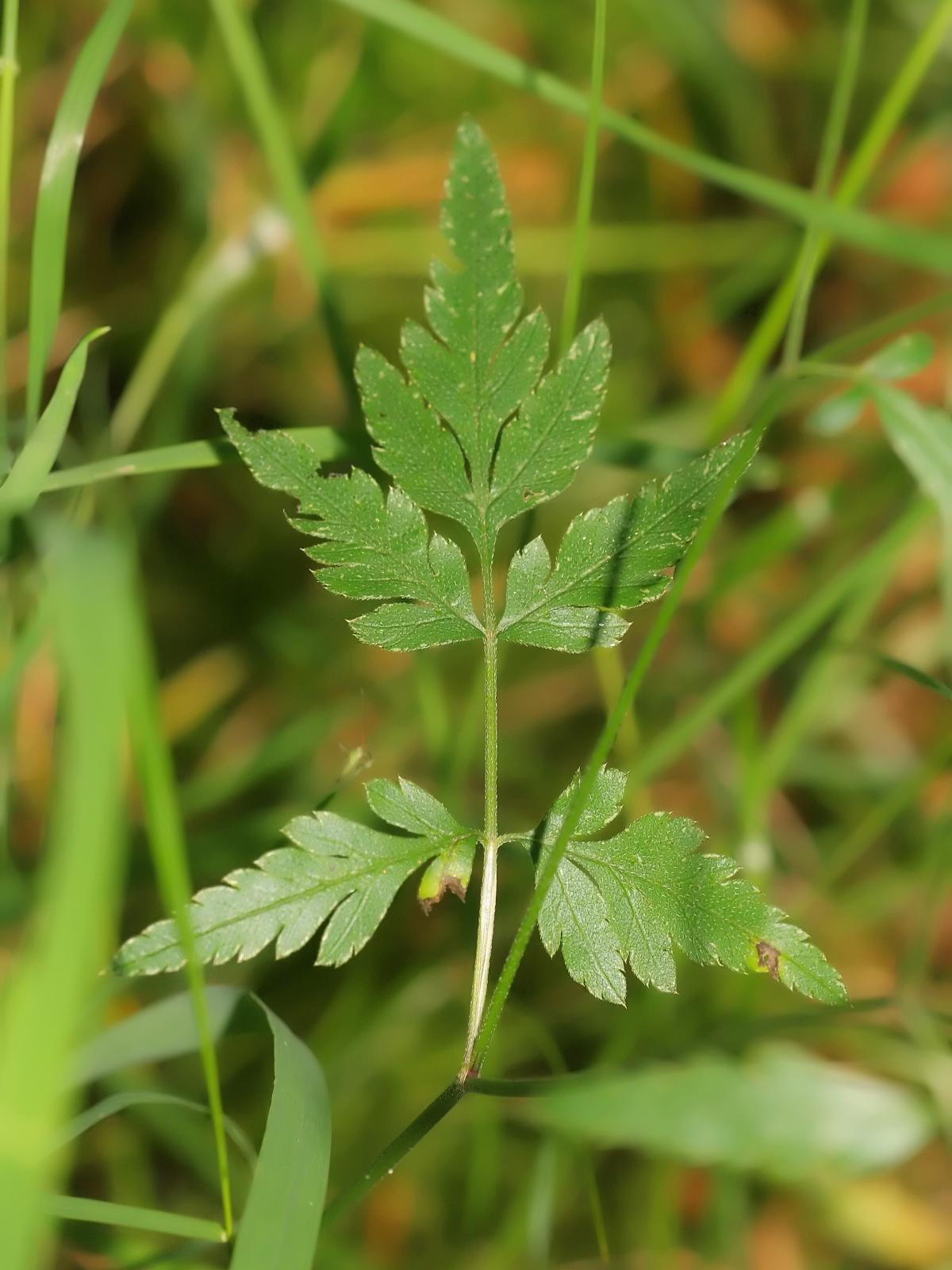
Gefiedertes Laubblatt

### Erscheinungsbild und Laubblätter
Der Gewöhnliche Klettenkerbel ist eine einjährige bis zweijährige krautige Pflanze und erreicht eine Wuchshöhe von 20 bis 130 Zentimeter. Der Stängel ist durch anliegende, nach rückwärts gerichtete starre Borstenhaare rau. Er ist aufrecht, fein gerillt, oft rotbraun überlaufen und ästig. Die Äste sind meist verlängert, aufrecht-abstehend und rutenförmig.
Die am Grund sowie der unteren Hälfte des Stängels stehenden Laubblätter bestehen aus einem 2 bis 7 Zentimeter langen Blattstiel und einer ein- bis zweifach gefiederten Blattspreite. Die dunkelgrüne Blattspreite ist im Umriss dreieckig-eiförmig bis eiförmig-lanzettlich und bis zu 20 Zentimeter lang und 17 Zentimeter breit. Die Blattfiedern sind breit eiförmig-lanzettlich mit einer Länge von 2 bis 6 Zentimeter und einer Breite von 1 bis 2,5 Zentimeter, die Endfieder ist verlängert. Die obersten Stängelblätter sind weniger gegliedert und oft nur dreispaltig. Die Laubblattscheiden sind schmal und etwas hautrandig.

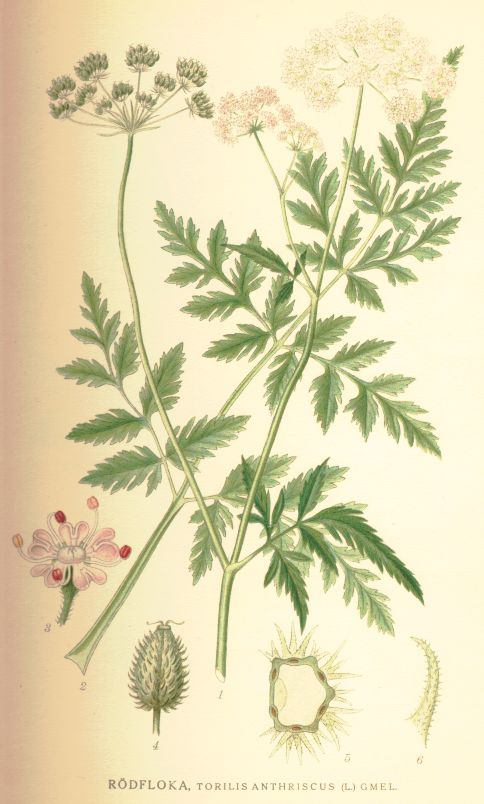
Gewöhnlicher Klettenkerbel (Torilis japonica), Illustration

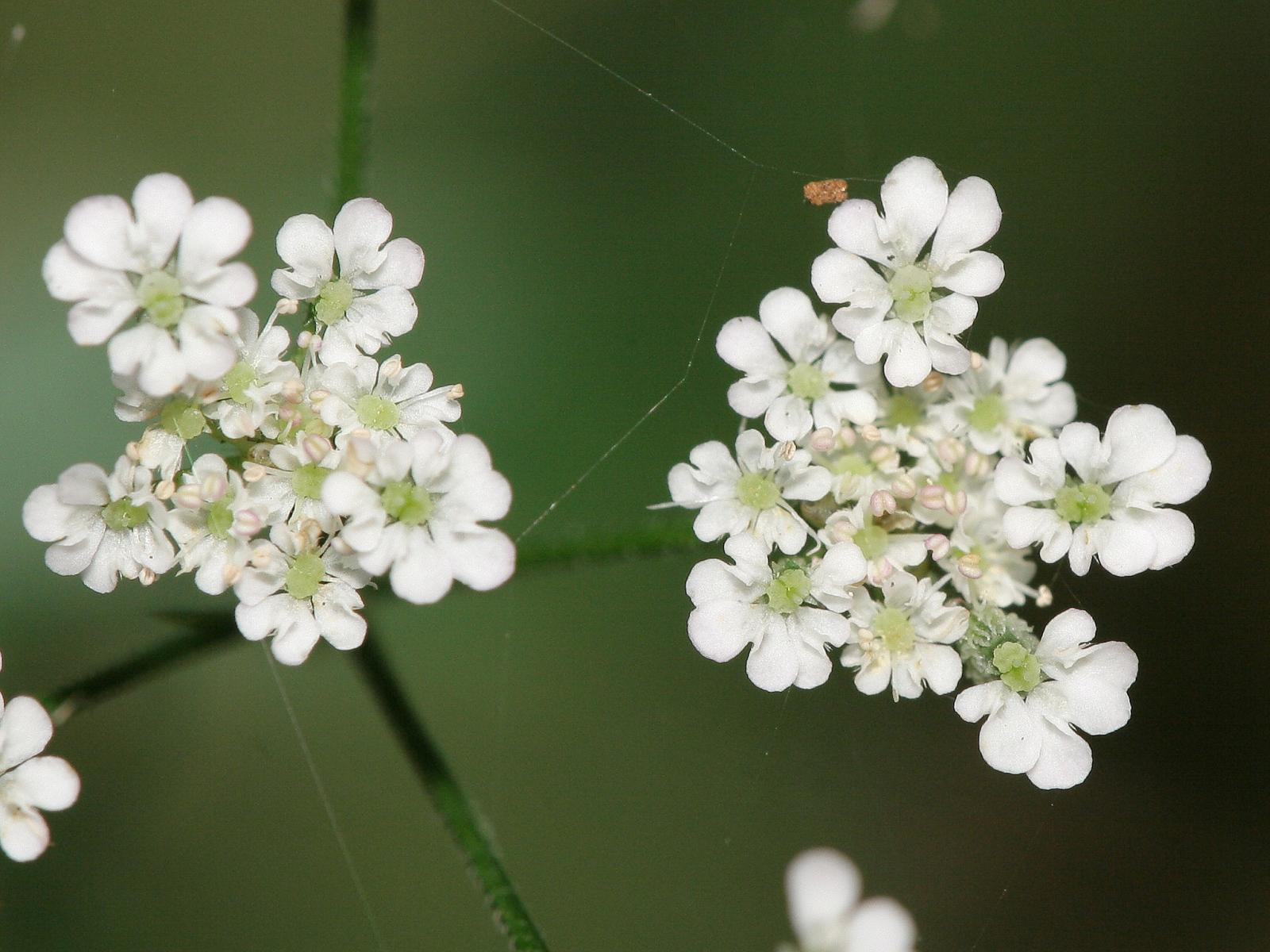
Ausschnitt eines Blütenstandes

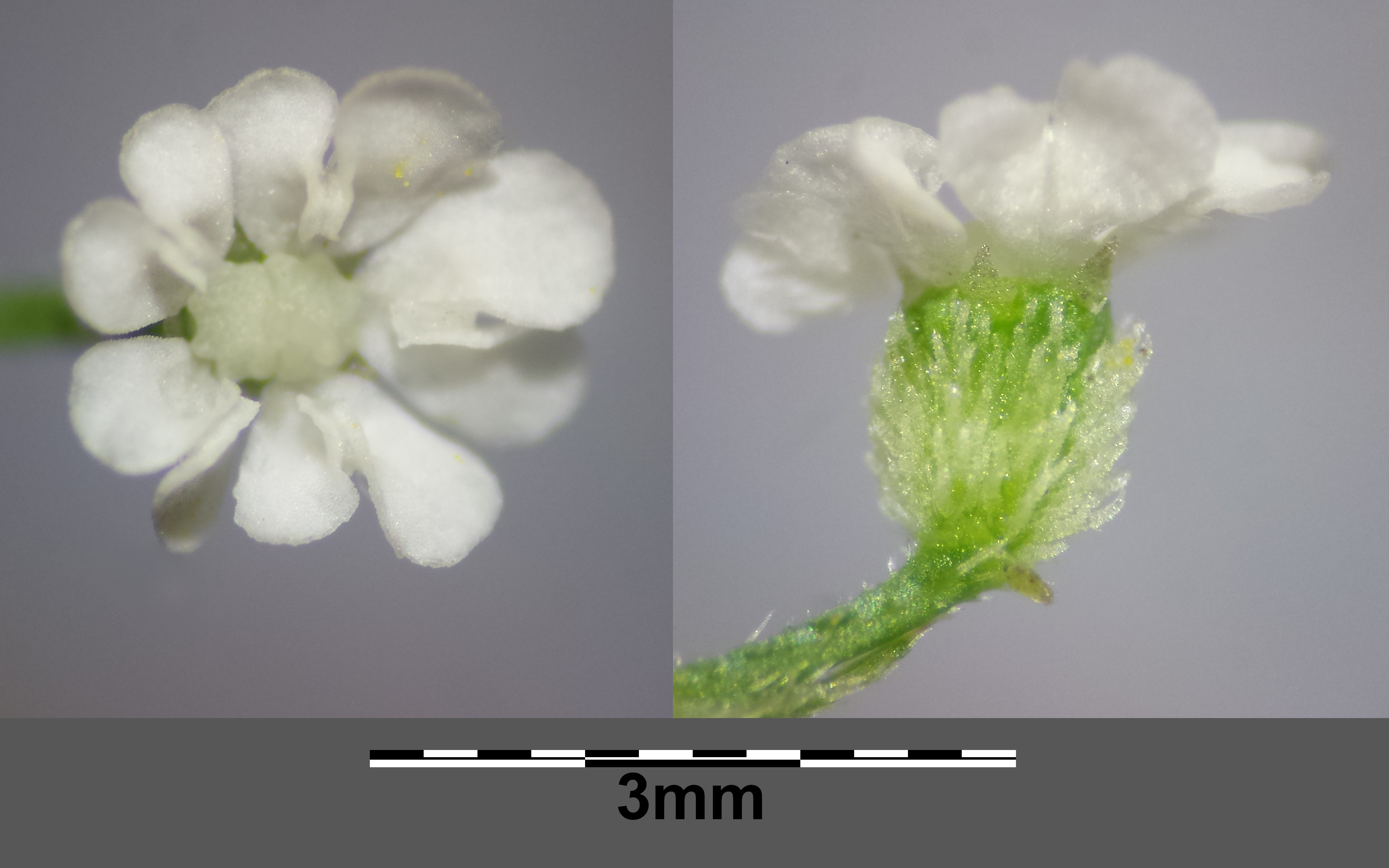
Blüten

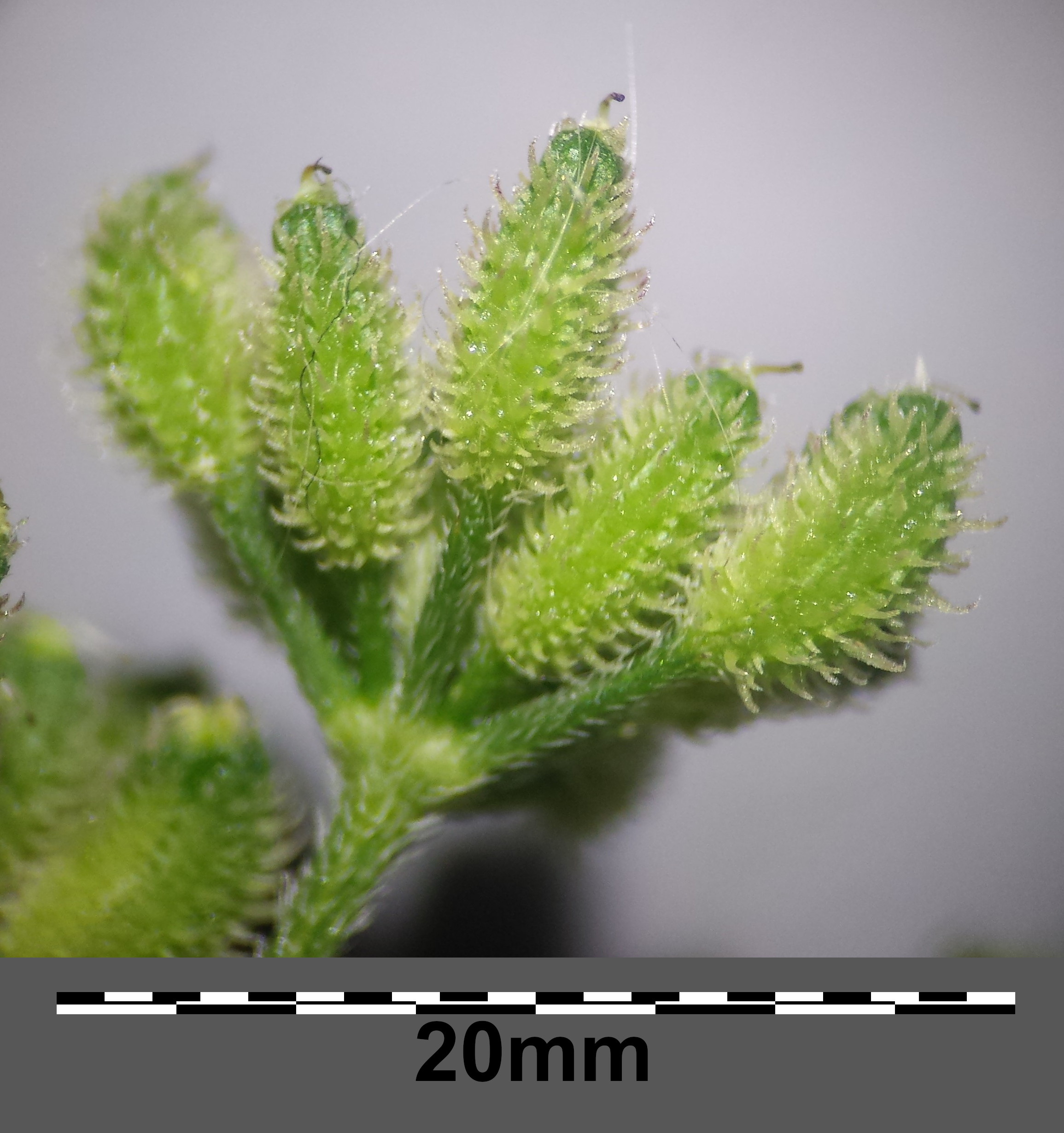
Fruchtstand

### Generative Merkmale
Die Blütezeit reicht von April bis Oktober. Der rückwärts rauhaarige Blütenstandsstiel ist 3 bis 25 Zentimeter lang; im Gegensatz zu den fast sitzenden Doppeldolden beim Knotigen Klettenkerbel (Torilis nodosa). In der Doppeldolde finden sich mehr als fünf linealische Hüllblätter am Grund der vier bis zwölf Doldenstrahlen. Die Doldenstrahlen sind borstig und haben eine Länge von 1 bis 3 Zentimeter. Die Doppeldolde hat einen Durchmesser von 25 bis 40 Millimetern. Die Döldchen werden von fünf bis acht 1,5 bis 7 Millimeter langen und 0,5 bis 1,5 Millimeter breiten, breit linealischen bis pfriemlichen Hüllchenblättern umgeben. Die Döldchen enthalten vier bis zwölf Blüten, die Döldchenstrahlen sind mit 1 bis 4 Millimetern Länge kürzer als die Hüllchenblätter. Die Blüten sind teiels zweittrig teils männlich.
Die schmalen Kelchzähne sind deltoid-lanzettlich. Die Kronblätter sind weiß bis rosa und außen grünlich. Sie sind breit verkehrt-eiförmig mit einer schmalen, tiefen Ausrandung und einem eingeschlagenen stumpfen oder ausgerandeten Läppchen. Der Griffel ist länger als das zuletzt kegelförmige Griffelplster. Er ist zur Blütezeit aufrecht und später zurückgeschlagen. Die bei Reife häufig schwarz-purpurfarbenen Doppelachänen sind kugelig-eiförmig, 1,5 bis 5 Millimeter lang und 1 bis 2,5 Millimeter breit. Die beiden Teilfrüchte sind dicht mit gebogenen, rauen Stacheln mit glatter, stechender Spitze ohne Widerhaken besetzt.
Die Chromosomenzahl beträgt 2n = 16.

## Ökologie
Der Gewöhnliche Klettenkerbel ist eine überwinternde bis zweijährige Halbrosettenpflanze. An sonnigen Plätzen ist die ganze Pflanze rot überlaufen.
Die Blüten sind weiße, vormännliche „Nektar führende Scheibenblumen“. Neben zwittrigen Blüten finden sich in der Doldenmitte noch männliche, kurz gestielte Blüten. Bestäuber sind Fliegen.
Die Früchte werden mit Hilfe ihrer borstigen Hauptrippen und Vertiefungen von Menschen und Hunden oft entlang der Wege verbreitet. Es handelt sich also um eine Klettverbreitung oder Epichorie.

### Fressfeinde und Parasiten
Der Gewöhnliche Klettenkerbel ist Futterpflanze für das Landkärtchen. Die folgenden Pilze parasitieren auf dem Gewöhnlichen Klettenkerbel: Erysibe betae, Diaporthe angelicae, Laphiostoma caulicum und Mycosphaerella leptasca. Ferner verursachen die Blattlaus Semiaphis anthrisci sowie die beiden Gallmücken Lasioptera carophila und Schizomyia pimpinellae Gallbildungen auf dieser Pflanze.

## Vorkommen
Der Gewöhnliche Klettenkerbel kommt in Nordafrika, in Europa, in Asien, vor allem in Japan und in China (dort in Höhenlagen von 100 bis 3800 Metern) vor, als Neophyt auch in Nordamerika und auf Sumatra. Weitere Vorkommen gibt es vom Iran, Afghanistan, Pakistan, dem Himalaja bis China und Japan. In Europa kommt er in allen Ländern vor. Er besiedelt mäßig trockene bis mäßig frische, nährstoff- und basenreiche Böden an Wald- und Heckensäumen, Waldwegen, in Schlagfluren und auf Ruderalstellen in halbschattigen Lagen. Er ist pflanzensoziologisch eine Charakterart des Torilidetum japonicae aus dem Verband Alliarion, kommt aber auch in Gesellschaften der Ordnung Atropetalia vor.
In den Allgäuer Alpen steigt die Art in Bayern am Südfuß des Grünten bis zu 1040 m Meereshöhe auf. Sie steigt in Graubünden bei Zernez bis 1500 Meter und im Aostatal bis 1600 Meter auf.

## Systematik
Der Gewöhnliche Klettenkerbel wurde 1753 von Carl von Linné in Species Plantarum Tomus I, S. 240 unter dem Basionym Tordylium anthriscus erstveröffentlicht. In die Gattung Torilis kam er zunächst mit der 1805 veröffentlichten, in älteren Floren oft verwendeten Umkombination Torilis anthriscus (L.) C.C.Gmel., die aber ungültig ist, weil schon 1788 Torilis anthriscus (L.) Gaertn. mit dem Basionym Scandix anthriscus L., der heute als Hunds-Kerbel (Anthriscus caucalis M.Bieb.) bekannten Art, veröffentlicht worden war. Das Basionym des in der Gattung Torilis gültigen, 1830 durch Augustin Pyramus de Candolle veröffentlichten Namens Torilis japonica (Houtt.) DC. ist die 1777 durch Maarten Houttuyn aus Japan beschriebene Caucalis japonica Houtt.

### Verwandte Arten
Nahe verwandt mit Torilis japonica ist Torilis ucranica Spreng. (Syn.: Torilis grandiflora Boiss., Torilis japonica subsp. ucranica (Spreng.) Soó) Sie kommt in Osteuropa bis zum Kaukasusraum vor und wurde in Deutschland schon eingeschleppt beobachtet. Bei ihr sind die Kronblätter stärker strahlend und bis über 2 Millimeter lang; die Frucht ist nur 2 Millimeter lang und der Griffel ist etwa fünf Mal so lang wie das Griffelpolster.

## Verwendung
Wurzeln und Früchte des Gewöhnlichen Klettenkerbel werden seit alters her in der chinesischen Medizin als Heilmittel gegen Entzündungen, Hautkrankheiten und Impotenz eingesetzt. Neueste Untersuchungen zeigen vielfältige Wirkungen: Kim et al. isolierten aus den Früchten des Gewöhnlichen Klettenkerbels ein Sesquiterpen genannt Torilin, das die Medikamentenresistenz in Krebszellen aufhebt. Cho u. a. berichten über eine antibakterielle Wirkung des Torilins gegen Bacillus subtilis. Yun et al. konnten zeigen, dass Torilin die Melanin-Produktion in Melanomen hemmt. 2010 zeigten Jung und Ghil, dass ein Extrakt des Gewöhnlichen Klettenkerbels gegen das Glioblastom (einen Hirntumor) eingesetzt werden kann.